# Мадурейра (футбольний клуб)
«Мадурейра» (порт. Madureira) — бразильський футбольний клуб, який базується у районі Мадурейра міста Ріо-де-Жанейро. Заснований 8 серпня 1914 року.

## Історія
«Мадурейра» була заснована 8 серпня 1914 року як «Фідальго Мадурейра Атлетіко Клубе».
Мадурейра брав участь у чемпіонаті штату Federação Metropolitana de Futebol (Столична федерація футболу) у 1939 році, вигравши змагання серед аматорів та Торнейо Інісіо, який оспорюють професійні гравці.
Madureira Esporte Clube був заснований 12 жовтня 1971 року після злиття Madureira Atlético Clube, Madureira Tênis Clube та Imperial Basquete Clube. Датою заснування було визначено знову ж таки 8 серпня 1914 року.
29 березня 2006 року «Мадурейра» переміг «Амерікано» з рахунком 1:0, вперше вигравши «Таса Ріо» та пройшовши кваліфікацію для участі у фіналі Чемпіонату Естадуал до Ріо-де-Жанейро проти «Ботафогу». У фіналі, який відбувся 2 квітня 2006 року та 9 квітня 2006 року, клуб зазнав поразки в обох матчах, посівши друге місце.
У 2013 році клуб показав портрет Че Гевари на своїх футболках на згадку про тур островом, який вони зробили 50 років тому. На футболці воротаря був зображений прапор Куби.